# Boston Breakers
Boston Breakers er en amerikansk professionel fodboldklub for kvinder, hjemmehørende i Boston i bydelen Allston. Holdet konkurrerer i National Women's Soccer League (NWSL).  De erstattede de oprindelige Breakers, som konkurrerede i den nedlagte Women's United Soccer Association, som Boston-områdets  professionelle kvindefodboldhold.

## Aktuel trup
Oversigten er opdateret til og med 18. maj 2017 
| Nr. | Position        | Spiller            | Nation      |
| --- | --------------- | ------------------ | ----------- |
| 2   | Forsvarsspiller | Allysha Chapman    | Canada      |
| 3   | Forsvarsspiller | Brooke Elby        | USA         |
| 4   | Forsvarsspiller | Megan Oyster       | USA         |
| 5   | Midtbanespiller | Amanda DaCosta     | Portugal    |
| 7   | Angriber        | Emilie Haavi       | Norge       |
| 8   | Forsvarsspiller | Julie King         | USA         |
| 9   | Angriber        | Natasha Dowie      | England     |
| 10  | Midtbanespiller | Rosie White        | New Zealand |
| 11  | Midtbanespiller | Rose Lavelle       | USA         |
| 14  | Målmand         | Abby Smith         | USA         |
| 15  | Målmand         | Sammy Jo Prudhomme | USA         |
| 17  | Forsvarsspiller | Amanda Frisbie     | USA         |
| 18  | Angriber        | Tiffany Weimer     | USA         |
| 19  | Angriber        | Adriana Leon       | Canada      |
| 20  | Forsvarsspiller | Christen Westphal  | USA         |
| 21  | Angriber        | Midge Purce        | USA         |
| 22  | Angriber        | Ifeoma Onumonu     | USA         |
| 25  | Midtbanespiller | Morgan Andrews     | USA         |
| 26  | Midtbanespiller | Angela Salem       | USA         |
| 30  | Forsvarsspiller | Kylie Strom        | USA         |